# Нестеренківська сільська рада
Нестеренківська сільська рада — колишній орган місцевого самоврядування у Полтавському районі Полтавської області з центром у селі Нестеренки.

## Населені пункти
Сільраді були підпорядковані населені пункти:
- c. Нестеренки
- с. Березівка
- с. Васильці
- с. Головки
- с. Гонтарі
- с. Мар'ївка
- с. Ступки
- с. Сусідки